# Boy (I Need You)
A Boy (I Need You) Mariah Carey amerikai popénekesnő kislemeze tizenegyedik, Charmbracelet című albumáról. 2003-ban jelent meg. Ugyanazt a részletet használja fel az I’m Going Down című Rose Royce-dalból, amit Cam’ron is felhasznál Oh Boy című dalában. A Boy (I Need You)-ban szintén közreműködik Cam’ron.

## Megjelentetése
Az album első kislemeze, a Through the Rain megjelentetése után 2002 novemberében a lemezkiadó kiadott egy 12" maxi kislemezt MC… Move the Crowd címmel, amin az album három dala szerepelt, a Boy (I Need You), az Irresistible és a You Got Me. Az R&B-rádióknak elküldött kislemezzel a hallgatóság véleményét próbálták kipuhatolni azt illetően, melyik dalnak lenne a legnagyobb sikere, ha kislemezként megjelentetnék. Ugyanebben az időben a The One című dal promóját is elküldték a rádióknak, és mivel ezt játszották a legtöbbet, ezt a dalt választották az album második kislemezre kerülő dalának. Mivel azonban az első kislemez, ami lassú szám volt, nem hozta a várt sikert az USA-ban (bár külföldön sikert aratott), az énekesnő és a kiadó úgy döntöttek, egy gyorsabb tempójú dalt adnak ki, a Boy (I Need You)-t. A The One videóklipjéhez forgatott képsorok bekerültek a Boy (I Need You) klipjébe.

## Fogadtatása
A Boy (I Need You), annak ellenére, hogy a Through the Rainhez hasonlóan Carey nagy visszatérésének szánták korábbi, sikertelen kislemezei után, még kevesebb sikert aratott, mint az első kislemez az albumról: nem került fel a Billboard Hot 100-ra, és ez lett Carey első kislemeze, ami még a Billboard Hot 100 Bubbling Under Singles slágerlistán sem jelent meg. Külföldön egyes országokban kicsivel sikeresebb volt, az Egyesült Királyságban a Top 20-ba, Kanadában és Ausztráliában a Top 40-be, Európa nagy részén azonban nem került fel a slágerlistákra.

## Videóklip és remixek
A dal videóklipjét Joseph Kahn rendezte, és nagy hatással volt rá a japán kultúra. A klipben láthatóak Mariah és Cam’ron anime-változatai, Godzilla, futurisztikus autók, nindzsák, japán szimbólumok, valamint japán rajongók tömege. Bianca, Carey alteregója, aki korábban már a Heartbreaker klipjében is szerepelt (1999), aki megpróbálja leszorítani Careyt a viaduktról, végül azonban ő maga esik le. A klip elején hallható párbeszédben hallható először, hogy Mariah-t Miminek szólítják, azon a becenéven, amit később tizennegyedik albuma, a The Emancipation of Mimi (2005) címében is megemlít.
A dalhoz számos remixet készítettek, ezekhez nem készült videóklip. A fő remix kiemeli az I’m Going Downból vett részletet, és rappel benne Cam’ron, Juelz Santana, Jim Jones és Freeway. A dalhoz a The Copenhaniacs, Topnotch, a Punjabi Hit Squad, Duke & MVP from Disco Montego, Agent X / Dutti Boy és mások is készítettek remixeket.

### Hivatalos remixek, verziók listája
| - Boy (I Need You) (A Cappella) - Boy (I Need You) (Agent X / 4x4 Vocal Mix) - Boy (I Need You) (Agent X / 4x4 Instrumental) - Boy (I Need You) (Agent X / Dutti Boy Mix) - Boy (I Need You) (Agent X / Dutti Boy Instrumental) - Boy (I Need You) (Copenhaniacs Remix) - Boy (I Need You) (Just Blaze Remix) - Boy (I Need You) (Just Blaze Remix Street Edit) - Boy (I Need You) (Instrumental) | - Boy (I Need You) (Panjabi Hit Squad Mix) - Boy (I Need You) (Radio Edit) - Boy (I Need You) (Radio Edit without Rap) - Boy (I Need You) (Remix by the Duke & MVP from Disco Montego) - Boy (I Need You) (Street Remix) - Boy (I Need You) (Topnotch L8 Mix) - Boy (I Need You) (Topnotch Tox Mix) - Boy (I Need You) (w/o Rap) |

## Változatok
| CD kislemez (Európa) 1. Boy (I Need You) (Album version) 2. Boy (I Need You) (Radio Edit) CD kislemez (Kanada) 1. Boy (I Need You) (Album version) 2. Boy (I Need You) (Street Remix) CD kislemez (Japán) 1. Boy (I Need You) (Radio Edit) 2. Boy (I Need You) (w/o Rap) CD maxi kislemez (Európa) + poszter 1. Boy (I Need You) (Album version) 2. Boy (I Need You) (Street Remix) 3. Boy (I Need You) (Topnotch L8 Mix) 4. Boy (I Need You) (Topnotch Tox Mix) CD maxi kislemez (Európa) 1. Boy (I Need You) (w/o Rap) 2. Boy (I Need You) (Panjabi Hit Squad Mix) 3. Boy (I Need You) (Copenhaniacs Remix) 4. Boy (I Need You) (Videóklip) CD maxi kislemez (Európa) 1. Boy (I Need You) (Album version) 2. Boy (I Need You) (Radio Edit) 3. Boy (I Need You) (Copenhaniacs Remix) 4. Boy (I Need You) (Videóklip) | CD maxi kislemez (Európa, Tajvan) + poszter 1. Boy (I Need You) (Album version) 2. Boy (I Need You) (Radio Edit without Rap) 3. Boy (I Need You) (Topnotch Tox Remix) 4. Through the Rain (Videóklip) CD maxi kislemez (Európa, Tajvan) 1. Boy (I Need You) (Album version) 2. Boy (I Need You) (Radio Edit) 3. Boy (I Need You) (Copenhaniacs Remix) 4. Boy (I Need You) (Videóklip) CD maxi kislemez (Ausztrália) + poszter 1. Boy (I Need You) (Album version) 2. Boy (I Need You) (Remix by the Duke & MVP from Disco Montego) 3. Boy (I Need You) (Radio Edit) 4. Through the Rain (Maurice Joshua Remix) 5. Boy (I Need You) (Videóklip) 12" maxi kislemez (Európa) 1. Boy (I Need You) (Album version) 2. Boy (I Need You) (Street Mix) 3. Boy (I Need You) (Panjabi Hit Squad Mix) 4. Boy (I Need You) (Topnotch Tox Mix) |

## Helyezések
| Slágerlista (2003)                             | Legmagasabb helyezés |
| ---------------------------------------------- | -------------------- |
| USA Billboard Hot R&B/Hip-Hop Singles & Tracks | 68                   |
| Ausztrál ARIA Top 50 kislemez                  | 29                   |
| Brazil Top 100 kislemez                        | 71                   |
| Brit Top 40 kislemez                           | 17                   |
| Dél-Afrika, Jam FM Charts                      | 17                   |
| Francia Top 100 kislemez                       | 51                   |
| Holland Mega Top 100 kislemez                  | 35                   |
| Ír Top 50 kislemez                             | 40                   |
| Kanadai Billboard Hot 100                      | 32                   |
| Német Top 100 kislemez                         | 73                   |
| Spanyol Top 20 kislemez                        | 19                   |
| Svájci Top 100 kislemez                        | 78                   |
| Új-zélandi Top 50 kislemez                     | 45                   |